# Hoplaster
Genre
Les Hoplaster sont un genre d'étoiles de mer abyssales de la famille des Odontasteridae.

## Liste des genres
Selon World Register of Marine Species (19 janvier 2015) :
- Hoplaster kupe McKnight, 1973 -- Nouvelle-Zélande et Australie australe (2000-2 500 m)
- Hoplaster spinosus Perrier in Milne-Edwards, 1882 -- Atlantique (1800-3 300 m)
- Hoplaster oloughlini Mah, 2023 -- Tasmanie et eaux adjacentes (1000-1 500 m)